# 布洛克科格爾山
布洛克科格爾山（Blockkogel）是奧地利的山峰，位於該國西部，由蒂羅爾州負責管轄，屬於奧茨塔爾阿爾卑斯山脈的一部分，海拔高度3,098米。